# Volvo PV60

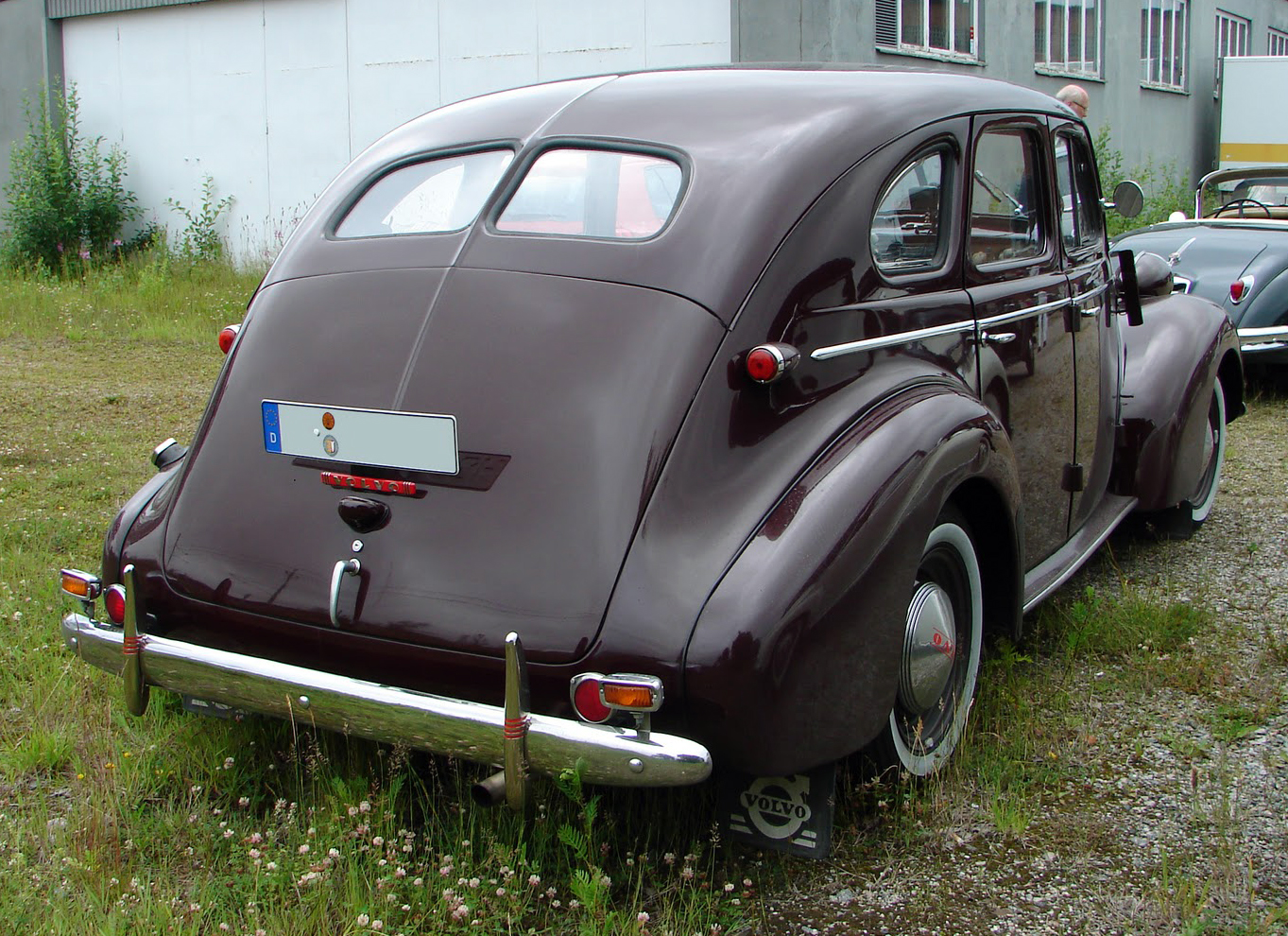
Heckansicht

Der Volvo PV 60 ist ein Personenwagen, der von Volvo in den Jahren 1946 bis 1950 gebaut wurde. Er löste die Reihe PV 53 bis PV 56 ab.
Während die Karosserie neu gestaltet war, wurde der Motor, ein seitengesteuerter Sechszylinder-Reihenmotor mit einem Hubraum von 3670 cm³, vom Vorgänger übernommen. Lediglich die Leistung wurde geringfügig auf 90 PS (66 kW) gesteigert (PV53 bis PV56: 86 PS/63 kW).
Der Wagen wurde im September 1944 in den königlichen Tennishallen in Stockholm zusammen mit dem kleineren PV 444 vorgestellt. Die Auslieferung begann aber erst 1946. Bis 1950 wurden 3006 Stück dieses Modells gebaut. Hinzu kamen 500 Stück der Variante PV 61 (Chassis für Sonderaufbauten). Eine Taxiversion wurde nicht gebaut; hierfür gab es die eigenständige Baureihe PV 800.
Der PV 60 wurde 1950 ohne Nachfolger eingestellt. Mittlerweile produzierte Volvo den kleineren PV 444, der sich in viel größeren Stückzahlen verkaufen ließ. Erst 1968 kehrte Volvo mit dem Volvo 164 in die Sechszylinderklasse zurück.

## Technische Daten
| Typ                   | PV 60                                              | PV 61                                              |
| Bauzeitraum           | 1946–1950                                          | 1946–1950                                          |
| Aufbauten             | Limousine 4 Türen                                  | Fahrgestell                                        |
| Motor                 | 6 Zyl., Reihe, 4-Takt                              | 6 Zyl., Reihe, 4-Takt                              |
| Ventile               | stehend                                            | stehend                                            |
| Bohrung × Hub         | 84,14 mm × 110 mm                                  | 84,14 mm × 110 mm                                  |
| Hubraum               | 3670 cm³                                           | 3670 cm³                                           |
| Leistung (PS)         | 90                                                 | 90                                                 |
| Leistung (kW)         | 66                                                 | 66                                                 |
| bei Drehzahl (1/min)  | 3600                                               | 3600                                               |
| Drehmoment (Nm)       | 216                                                | 216                                                |
| bei Drehzahl (1/min)  | 1400                                               | 1400                                               |
| Getriebe              | 3-Gang mit Lenkradschaltung (Overdrive auf Wunsch) | 3-Gang mit Lenkradschaltung (Overdrive auf Wunsch) |
| Höchstgeschwindigkeit | 120 km/h                                           | 120 km/h                                           |
| Leergewicht           | 1530 kg                                            |                                                    |
| Zul. Gesamtgewicht    | 1970 kg                                            |                                                    |
| Elektrik              | 6 Volt                                             | 6 Volt                                             |
| Länge                 | 4660 mm                                            | 4660 mm                                            |
| Breite                | 1850 mm                                            | 1850 mm                                            |
| Höhe                  | 1700 mm                                            |                                                    |
| Radstand              | 2850 mm                                            | 2850 mm                                            |
| Spur vorn / hinten    | 1420 mm / 1510 mm                                  | 1420 mm / 1510 mm                                  |

## Quelle
- Dieter Günther, Matthias Pfannmüller: Volvo Typenkunde. 2. Auflage. Delius Klasing Verlag, Bielefeld 2011. ISBN 978-3-7688-3367-7. S. 11–12